# Ri Ulszol
Ri Ulszol (hangul: 리을설, handzsa: 李乙雪, RR: Ri Ul Sol; Szongdzsin, 1921. szeptember 14. – Phenjan, 2015. november 7.) észak-koreai háborús veterán, japánellenes partizán, a Koreai Néphadsereg marsallja.

## Fiatalkora
1921 szeptemberében, szegényparaszti család gyermekeként született az Észak-Hamgjong tartománybeli Szongdzsinban.

## Pályafutása
1962-től tagja a Legfelsőbb Népgyűlésnek. 1966 októberében a Koreai Munkáspárt Központi Bizottságának megfigyelő tagja, 1970 novemberében teljes jogú tagja lett. 1980 októbere és 2010 szeptembere között a Koreai Munkáspárt Katonai Bizottságának, 1990 májusa és 2003 szeptembere között pedig a Nemzetvédelmi Bizottságnak volt tagja.
A koreai háború alatt kezdte el „megmászni” a ranglétrát; 1950 júliusában vezérkari főnök, 1951 áprilisában főtiszt lett. 1957 márciusában dandártábornokká nevezték ki. 1962 októberében altábornagy, 1972 februárjától vezérezredes, 1985 áprilisától pedig tábornok.
A Koreai Néphadsereg marsall-helyettese 1992 áprilisában, marsallja pedig 1995 októberében lett. 1996-ban megkapta a Főparancsnoksági Tiszt címet is.
2003-ban nyugdíjazták, eltávolították minden hivatalából, marsalli rangját ellenben megtarthatta. 18 évig ő volt a Koreai Néphadsereg egyetlen élő marsallja, miután kollégája, Cshö Gvang (Choe Kwang) 1997-ben elhunyt.

## Halála
2015. november 7-én, 10 óra 10 perckor hunyt el, tüdőrákban. 2015. november 11-én helyezték végső nyugalomra a teszongszani (taesongsan-i) katonai temetőben.